# Sint Annapolder (Biervliet)
De Sint Annapolder is een polder ten zuiden van Biervliet, behorende tot de Polders rond Biervliet.
De polder werd in 1666 of kort daarna ingedijkt en heeft een oppervlakte van 33 ha. Aan de oostzijde wordt de polder begrensd door de Annaweg, en aan de noordzijde door de Nolleweg.